# Baahubali 2: The Conclusion
Baahubali 2: The Conclusion es una película india de aventuras de 2017 dirigida por S.S. Rajamouli y protagonizada por Tamannah Bhatia, Anushka Shetty, Rana Daggubati y Prabhas Raju.

## Argumento
Shiva, hijo de Baahubali, emprende una búsqueda para encontrar las respuestas a la verdad sobre su linaje, y encontrará, por tanto, que está muy ligado al reino de Mahishmati. esta segunda parte recorre la vida de Amarendra Baahubali padre de Shiva (Mahendra Baahubali) en la precedente película.

## Reparto
- Prabhas como Amarendra Baahubali.
- Rana Daggubati como Bhallaladeva.
- Anushka Shetty como Devasena
- Tamannaah Bhatia como Avanthika.
- Subbaraju como Kumara Varma.
- Ramya Krishnan como Sivagami.
- Nassar como Bijjaladeva.
- Sathyaraj como Kattappa.